# Mika Marila
Mika Kullervo Marila (Janakkala, 9 febbraio 1973) è un ex sciatore alpino finlandese.

## Biografia
Marila, originario di Kokemäki, esordì in campo internazionale ai Mondiali juniores di Zinal 1990 e ottenne il primo piazzamento di rilievo in Coppa del Mondo il 29 novembre 1992 a Sestriere in slalom speciale (24º). Debuttò ai Campionati mondiali  a Morioka 1993, dove si classificò 34º nello slalom gigante e 19º nello slalom speciale, e ai Giochi olimpici invernali a Lillehammer 1994, dove si piazzò 40º nel supergigante, 12º nello slalom speciale, 21º nella combinata e non completò lo slalom gigante. Ai Mondiali di Sierra Nevada 1996 non completò né lo slalom gigante né lo slalom speciale; anche l'anno dopo, ai Mondiali di Sestriere 1997, non completò lo slalom speciale, e nemmeno ai XVIII Giochi olimpici invernali di Nagano 1998, sua ultima presenza olimpica, portò a termine le gare in cui prese il via (lo slalom gigante e lo slalom speciale).
Nel 1999 disputò i Mondiali di Vail/Beaver Creek, dove non completò né lo slalom gigante né lo slalom speciale, e conquistò in slalom speciale sia il miglior piazzamento in Coppa del Mondo, il 23 novembre a Vail/Beaver Creek (6º), sia l'ultima vittoria in Coppa Europa (nonché ultimo podio), il 16 dicembre a Nova Levante. Ai Mondiali di Sankt Anton am Arlberg 2001, sua ultima presenza iridata, non completò lo slalom speciale; prese per l'ultima volta il via in Coppa del Mondo il 24 novembre 2002 a Park City in slalom speciale, senza completare la prova, e concluse la sua carriera agonistica al termine della stagione 2004-2005: la sua ultima gara fu lo slalom speciale dei Campionati finlandesi 2005, disputato il 3 aprile a Rovaniemi e chiuso da Marila al 10º posto.

## Palmarès

### Coppa del Mondo
- Miglior piazzamento in classifica generale: 69º nel 2000

### Coppa Europa
- 6 podi (dati dalla stagione 1994-1995):
  - 3 vittorie
  - 1 secondo posto
  - 2 terzi posti

#### Coppa Europa - vittorie
| Data             | Località       | Paese    | Specialità |
| ---------------- | -------------- | -------- | ---------- |
| 6 dicembre 1994  | Geilo/Hemsedal | Norvegia | SL         |
| 10 gennaio 1999  | Hinterstoder   | Austria  | SL         |
| 16 dicembre 1999 | Nova Levante   | Italia   | SL         |

Legenda:

SL = slalom speciale

### Far East Cup
- 1 podio (dati dalla stagione 1994-1995):
  - 1 vittoria

#### Far East Cup - vittorie
| Data             | Località  | Paese         | Specialità |
| ---------------- | --------- | ------------- | ---------- |
| 21 febbraio 1997 | Yongpyong | Corea del Sud | SL         |

Legenda:

SL = slalom speciale

### Campionati finlandesi
- 7 medaglie (dati dalla stagione 1994-1995):
  - 2 ori (slalom speciale nel 1996; slalom speciale nel 1999)
  - 3 argenti (slalom speciale nel 1997; slalom speciale nel 1998; slalom speciale nel 2000)
  - 2 bronzi (slalom gigante nel 1996; slalom speciale nel 2001)